# English Settlement
Albums de XTC
Black Sea
(1980) Mummer
(1983)
Singles
1. Senses Working Overtime
Sortie : janvier 1982
2. Ball and Chain
Sortie : février 1982
3. No Thugs in Our House
Sortie : mai 1982

English Settlement est le cinquième album du groupe XTC, sorti le 12 février 1982.
Ce double album inclut notamment le single Senses Working Overtime (no 10 au Royaume-Uni).

## Pochette
La pochette de l'album représente le cheval blanc d'Uffington dans ses couleurs naturelles (blanc sur vert). Ce géoglyphe est situé non loin de Swindon, la ville d'origine de XTC.

## Titres
Toutes les chansons sont d'Andy Partridge, sauf mention contraire.

### Face 1
1. Runaways (Colin Moulding) – 4:34
2. Ball and Chain (Moulding) – 4:32
3. Senses Working Overtime – 4:50
4. Jason and the Argonauts – 6:07

### Face 2
1. No Thugs in Our House – 5:09
2. Yacht Dance – 3:56
3. All of a Sudden (It's Too Late) – 5:21

### Face 3
1. Melt the Guns – 6:34
2. Leisure – 5:02
3. It's Nearly Africa – 3:55
4. Knuckle Down – 4:28

### Face 4
1. Fly on the Wall (Moulding) – 3:19
2. Down in the Cockpit – 5:27
3. English Roundabout (Moulding) – 3:59
4. Snowman – 5:03

## Musiciens
- Andy Partridge : guitares, claviers, saxophone, percussions, chant
- Colin Moulding : basse, claviers, percussions, chant
- Dave Gregory : guitares, claviers, percussions, chant
- Terry Chambers : batterie, percussions, chœurs

Avec :
- Hugh Padgham : chœurs (2)
- Hans de Vente : chœurs (10)